# Никитинка (Никитинское сельское поселение)
 Никитинка — станция (тип: населённого пункта) в Холм-Жирковском районе Смоленской области России. В населённом пункте расположена железнодорожная станция Никитинка на железнодорожной ветке Дурово — Владимирский Тупик. Входит в Тупиковское сельское поселение. Население — 372 человека (2007).

## География
Расположена в северной части области в 17 км к северо-западу от Холм-Жирковского, в 9 км к югу от границы с Тверской областью.

## История
В 1941—1943 годах находилась под фашистской оккупацией.
C 2005 до 2018 гг. — административный центр и единственное административно-территориальное образование Никитинского сельского поселения. С 1 января 2019 года входит в Тупиковское сельское поселение.

## Население
| 2007 | 2012 | 2013 | 2014 | 2015 | 2016 | 2017 | 2018 | 2019 |
| ---- | ---- | ---- | ---- | ---- | ---- | ---- | ---- | ---- |
| 372  | ↘326 | ↗327 | ↗328 | ↘322 | ↘319 | ↘312 | ↘301 | ↘288 |

## Известные уроженцы, жители
Здесь родился Счётчиков, Георгий Семёнович — командующий корпусом.

## Инфраструктура

### Экономика
Дом культуры, библиотека, средняя школа, детский сад.
Путевое хозяйство. Действует железнодорожная станция Никитинка.

### Достопримечательности
- Братская могила воинов Советской Армии, погибших в 1941—1943 гг.

## Транспорт
Автомобильный и железнодорожный транспорт.
Подходит автодорога 66Н-2307; по состоянию на 2020 год без асфальта